# Sabbath Bloody Sabbath
| 전문가 평가                   | 전문가 평가 |
| 평가 점수                     | 평가 점수   |
| 출처                          | 점수        |
| ----------------------------- | ----------- |
| AllMusic                      | [ 2 ]       |
| Rolling Stone                 | favourable  |
| The Rolling Stone Album Guide | [ 4 ]       |
| Spin Alternative Record Guide | 4/10        |
| Encyclopedia of Popular Music | [ 6 ]       |

《Sabbath Bloody Sabbath》는 1973년 11월에 발매된 영국의 록 밴드 블랙 사바스의 다섯 번째 스튜디오 음반이다. 이 음반은 이 밴드가 프로듀싱했고, 1973년 9월에 런던의 모건 스튜디오에서 녹음되었다.

## 삽화
드루 스트루전(나중에 앨리스 쿠퍼의 《Welcome to My Nightmare》의 상징적 표지를 만들게 될 사람)은 퍼시픽 아이 & 이어의 어니 세팔루의 지휘 아래 표지를 그려달라는 화가의 요청이었다. 이 작품 뒤의 아이디어는 앞표지에는 한 남자가 끔찍한 죽음을 맞이하고, 뒷면에는 같은 남자가 "좋은" 죽음을 맞이하는 것을 묘사하는 것이었다. 악몽을 꾸거나 악령의 공격을 받는 듯한 모습을 침대 위에 있는 남자를 인간 형태로 그려낸다. 침대 꼭대기에는 길고 쭉 뻗은 팔과 그 밑에 666(짐승의 숫자)이 적혀 있는 커다란 두개골이 있다. 음반의 다른 면은 여기 보이는 것처럼 앞표지의 반대쪽이 특징이다. 게이트폴드 슬리브 안에는 침실의 사진 위에 보이는 밴드 멤버들의 사진이 있다. 그의 자서전에서 오스본은 "난 그 표지가 정말 좋았어."라고 말했다. 《Sabbath Bloody Sabbath》는 도발적인 표지를 제공하는 블랙 사바스 전통을 이어갔다. 1992년 《기타 월드》 인터뷰에서 메탈리카의 가수이자 기타리스트인 제임스 헷필드는 "저는 형의 레코드 수집품을 뒤져서 블랙 사바스를 발견했어요. 그들의 음반 커버가 정말 저를 끌어들였어요. 저는 즉시 '이걸 들어야겠다'고 생각했어요. 그리고 그렇게 했을 때, 저는 믿을 수 없었어요. 마치 '와아! 아주 무겁다.' 사바스는 60년대에는 없었던 모든 것이었어요. 그들의 음악은 너무 멋졌어요. 왜냐하면 그것은 완전히 반히피였기 때문이에요. 저는 비틀즈, 제쓰로 툴, 러브 그리고 다른 모든 행복한 것들을 싫어했어요."

## 곡 목록
모든 곡들은 토니 아이오미, 오지 오스본, 기저 버틀러, 빌 워드에 의해 작사/작곡하였다.
| #  | 제목                       | 재생 시간 |
| -- | -------------------------- | --------- |
| 1. | 〈Sabbath Bloody Sabbath〉 | 5:45      |
| 2. | 〈A National Acrobat〉     | 6:16      |
| 3. | 〈Fluff (기악)〉           | 4:11      |
| 4. | 〈Sabbra Cadabra〉         | 5:59      |

| #  | 제목                         | 재생 시간 |
| -- | ---------------------------- | --------- |
| 5. | 〈Killing Yourself to Live〉 | 5:41      |
| 6. | 〈Who Are You?〉             | 4:11      |
| 7. | 〈Looking for Today〉        | 5:06      |
| 8. | 〈Spiral Architect〉         | 5:29      |

## 인증
| 국가                       | 인증     | 판매량/출하량 |
| -------------------------- | -------- | ------------- |
| 캐나다 (뮤직 캐나다)       | 골드     | 50,000^       |
| 영국 (BPI)                 | 골드     | 100,000^      |
| 미국 (RIAA)                | 플래티넘 | 1,000,000^    |
| ^출하량을 기반으로 한 인증 |          |               |